# (74331) 1998 US47
(74331) 1998 US47 – planetoida z pasa głównego asteroid okrążająca Słońce w ciągu 5,6 lat w średniej odległości 3,15 j.a. Odkryta 28 października 1998 roku.